# Lechená
Lechená, en grec moderne : Λεχαινά, est un village et un ancien dème du  district régional d’Élide, en Grèce-Occidentale. Depuis 2010, il est fusionné au sein du dème d'Andravída-Kyllíni.
Selon le recensement de 2011, la population du dème compte 4 855 habitants tandis que celle du village s'élève à 2 641 habitants.